# Gle Mancang (kulle i Indonesien, lat 5,24, long 96,13)
Gle Mancang är en kulle i Indonesien.   Den ligger i provinsen Aceh, i den västra delen av landet, 1 700 km nordväst om huvudstaden Jakarta. Toppen på Gle Mancang är 109 meter över havet.
Terrängen runt Gle Mancang är platt norrut, men söderut är den kuperad. Havet är nära Gle Mancang åt nordost.  Trakten runt Gle Mancang är nära nog obefolkad, med mindre än två invånare per kvadratkilometer. Närmaste större samhälle är Reuleuet, 16,9 km öster om Gle Mancang. I omgivningarna runt Gle Mancang växer i huvudsak städsegrön lövskog.